# Sfânta Kinga
Sfânta Kinga (n. 5 martie 1234, Esztergom - d. 24 iulie 1292, Stary Sącz) a fost fiica regelui Béla al IV-lea al Ungariei și a prințesei Maria Laskarina (fiica împăratului bizantin Teodor Lascăr). Kinga a fost căsătorită cu Boleslav al V-lea cel Sfios, fiul lui Leszek I al Poloniei, prinț de Sandomierz, și al prințesei ruse Grzymisława.
Este sfânta patroană a Poloniei și a Lituaniei, canonizată în 1999 de papa Ioan Paul al II-lea.

## Viața
A fost logodită de timpuriu cu prințul polonez Boleslaw al V-lea. Căsătoria celor doi, benefică pentru relațiile polono-maghiare, a avut loc în 1239. Regele Bela al IV-lea a dăruit fiicei sale cele mai bogate zăcăminte de sare din Ungaria, minele de sare din Maramureș.
Zestrea completă a Kingăi a contribuit la apărarea împotriva tătarilor. Cu toate acestea, în 1241 Polonia a cotropită de marea invazie mongolă. Cuplul regal a fugit înainte de Podolini, apoi pe malul stâng al Dunajec la castelul Czorsztyn.
După invazia mongolă, în 1249 a vizitat Ungaria și cu mineri primiți de la tatăl ei în 1251 a deschis la minele de sare Wieliczka, oferind astfel importante resurse de sare Poloniei. Soțul ei a donat acesteia terenul Szandec in 1257. Pe acest teren ,Kinga in 1280 [7] (potrivit altor surse, în 1273, a fondat mănăstirea (franciscană) de maici clarissa - Stary Sącz, (Clarisele - al doilea Ordin Franciscan - grup feminin franciscan înființat de sfânta Clara de Assisi și sfântul Francisc de Assisi  - ramura feminină a Ordinului Franciscan, care având același fondator are și aceeași spiritualitate cu Primul Ordin, dar alături și în complementaritate cu el, are o caracteristică proprie: dimensiunea contemplativă în clauzură. Și astăzi caracteristicile fundamentale sunt contemplarea, penitența, iubirea silențioasă, smerita dăruire fraternă de slujire în comunitatea marii familii umane) pe fondul crizei instituite între 1230-1260, după moartea fondatorului Ordinului Franciscan, Sfântul Francisc de Assisi. De asemenea, în altă parte, s-au construit spitale, biserici și mănăstiri sub tutela cuplului regal. Kinga și Boleslaw au ajutat beatificarea lui Sf. Stanislaus, care a avut loc în 1253.
Soțul ei a murit în 1279. Kinga, a fondat o mănăstire clarissă în Stary Sącz, împreună cu sora ei Jolanda , văduva cu șase luni mai devreme,la care se retrăsese. În 1284 a fost aleasă stareța mănăstirii. Prima biserică a fost construită în 1285. În 1287 în timpul unei invazii a tătarilor la Czorsztyn maicile au trebuit să fugă la castel. Mănăstirea a fost devastată de mongoli, dar reconstruită sub supravegherea lui Kinga. Aici, a murit în 1292, după 10 luni de boală. 
Pentru comemorarea prințesei , s-a săpat cea mai mare capelă subterană din lume, dedicată sfintei Kinga, la o adâncime de 101 m în salina de la Wieliczka, una din cele mai renumite saline din lume.
Stema orașului Stary Sącz o reprezintă pe sfânta Kinga.

## Galerie de imagini

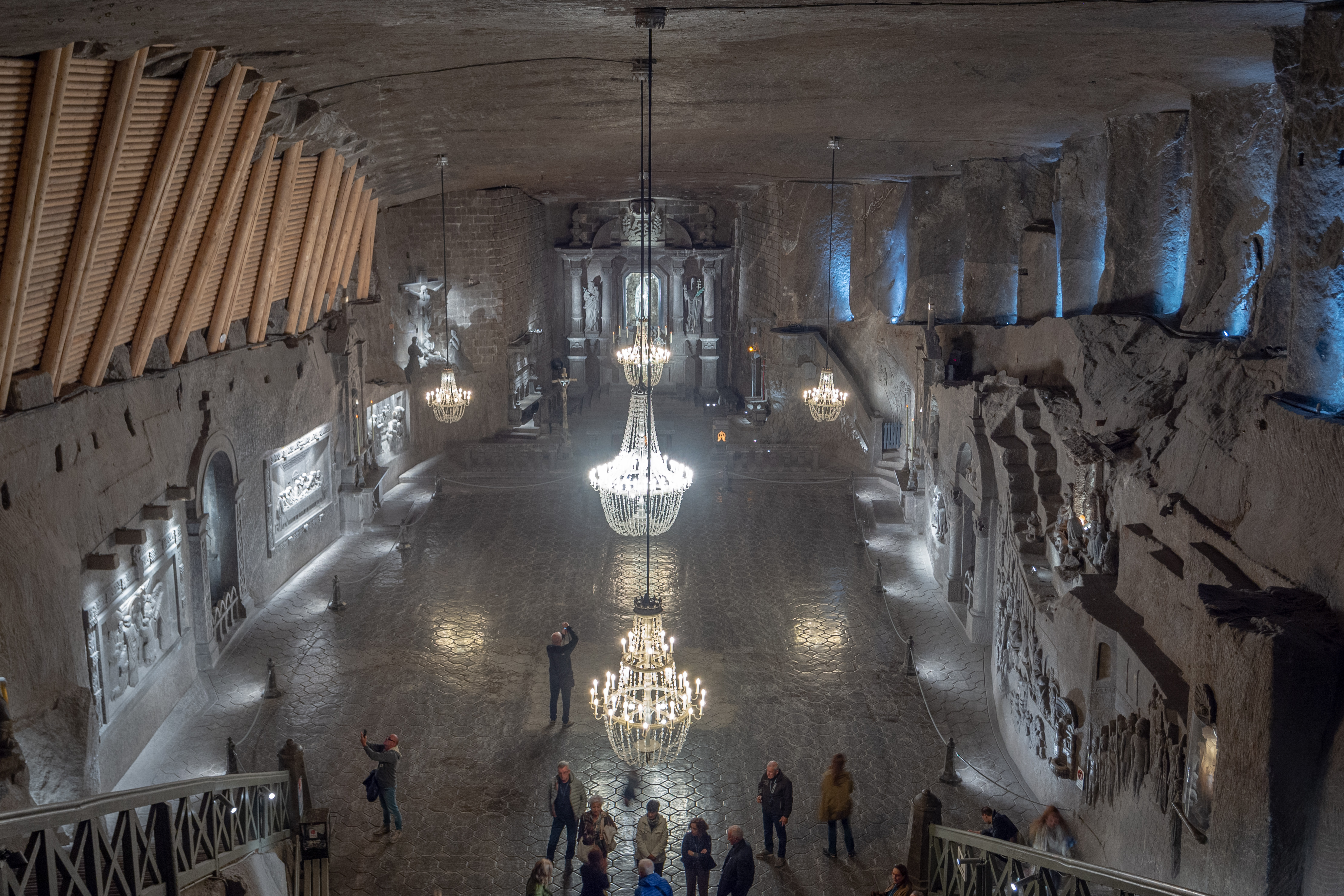
Capela Sfanta Kinga din mina de sare Wieliczka
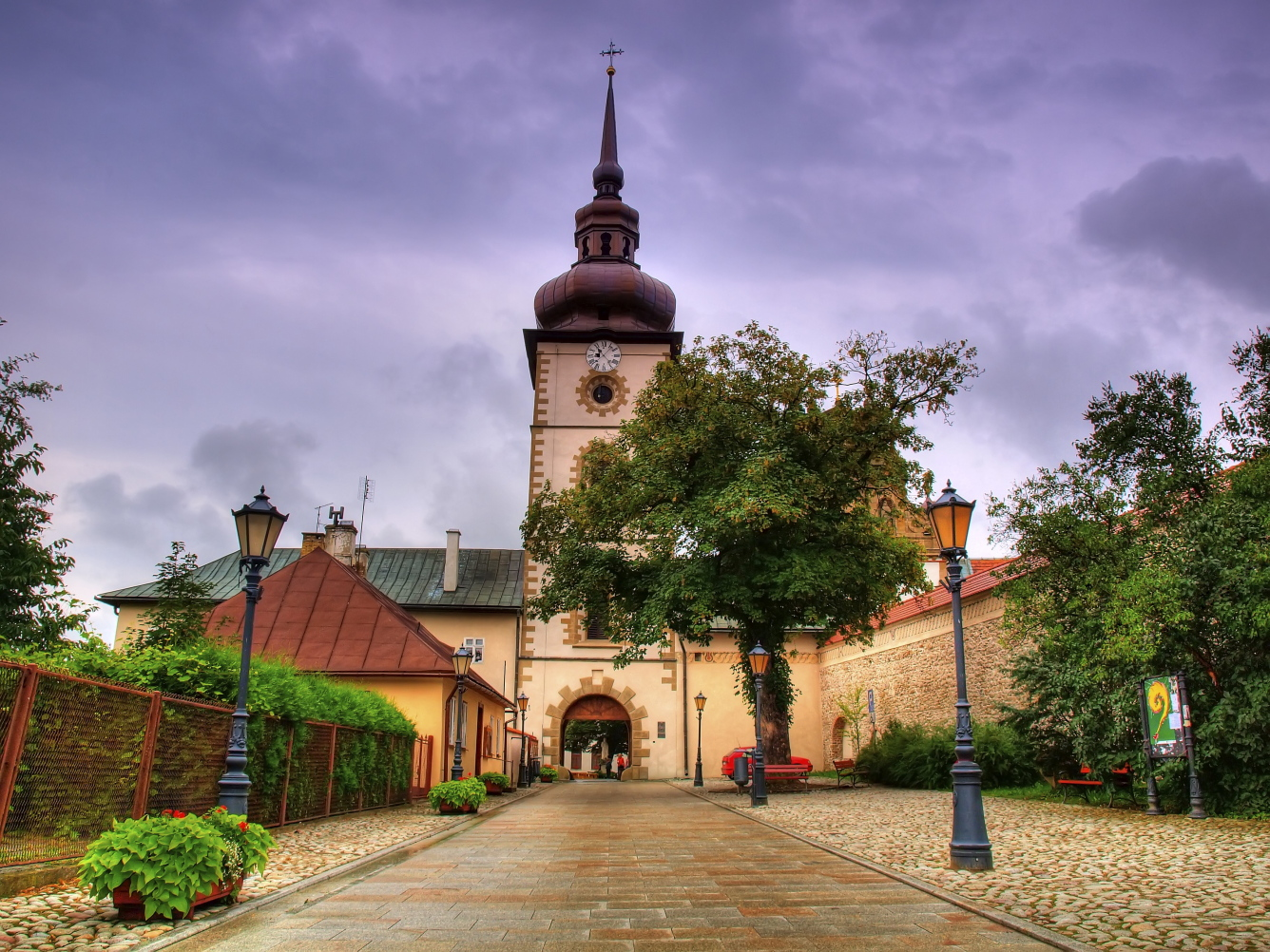
Mănăstirea Stary Sącz
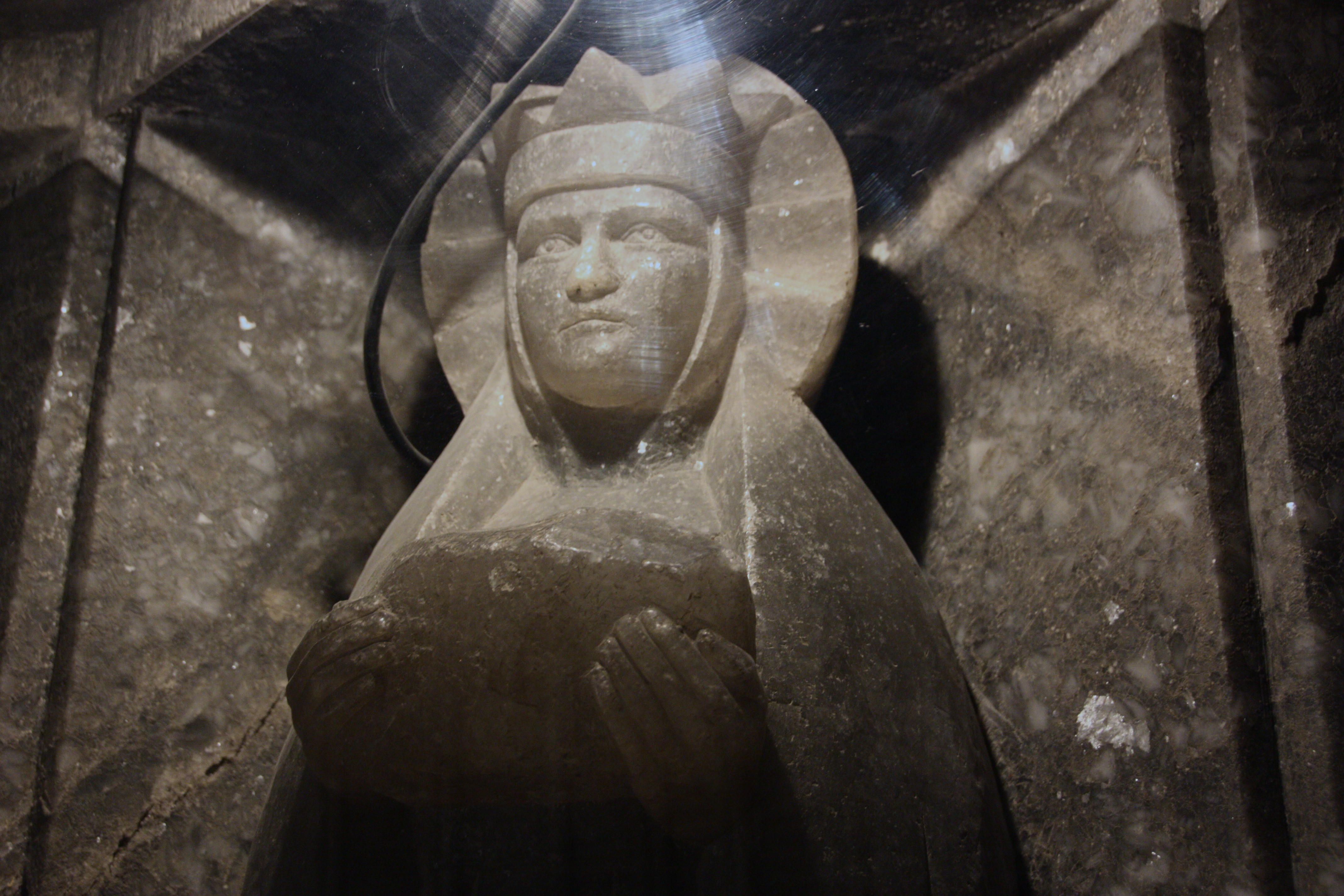
Ocrotitoarea minerilor, Sfânta Kinga
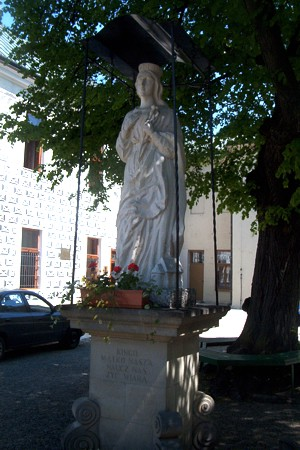
Statuia Sfânta Kinga din Stary Sacz
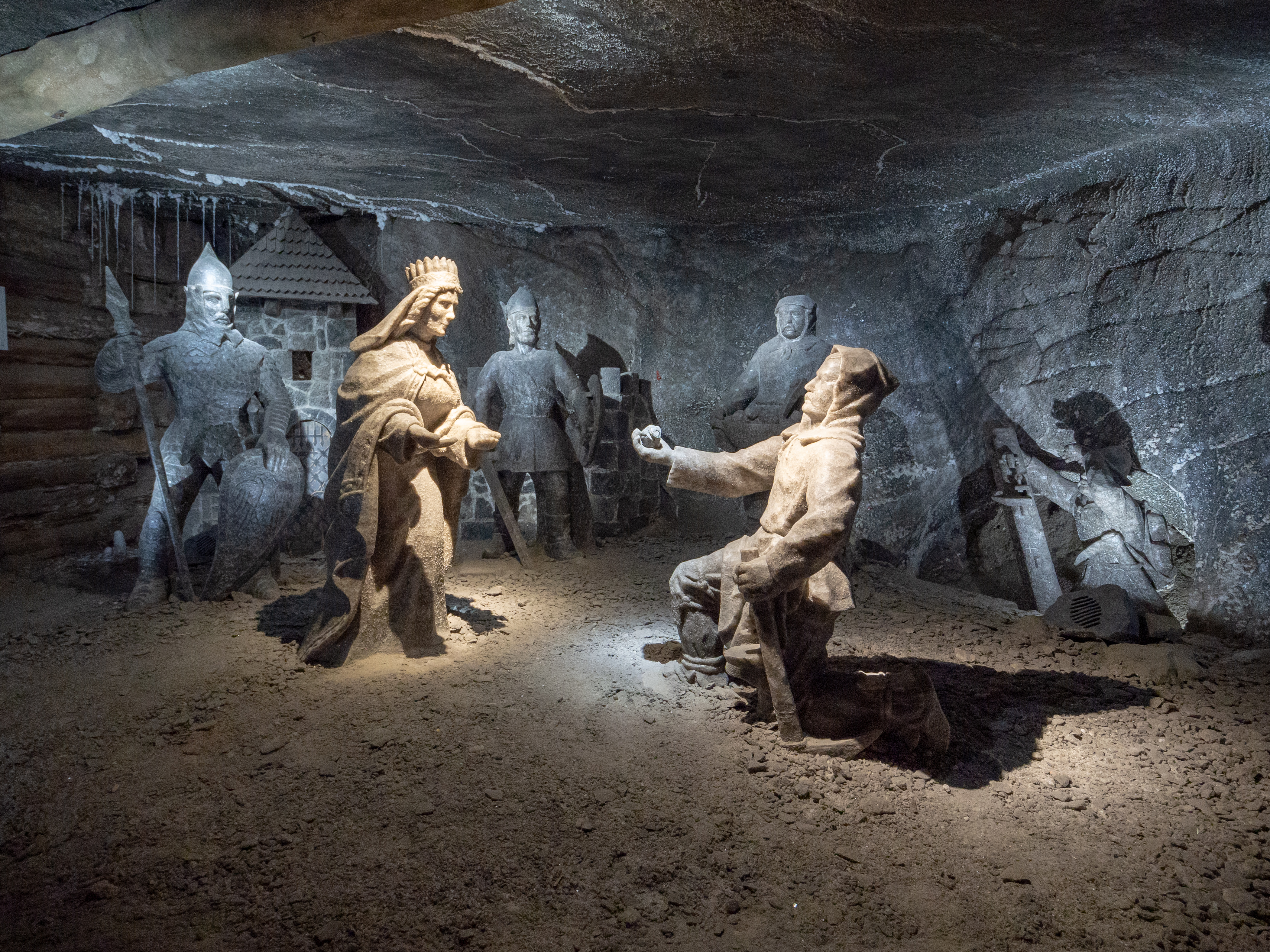
Statuia sfintei Kinga din mina de sare Wieliczka
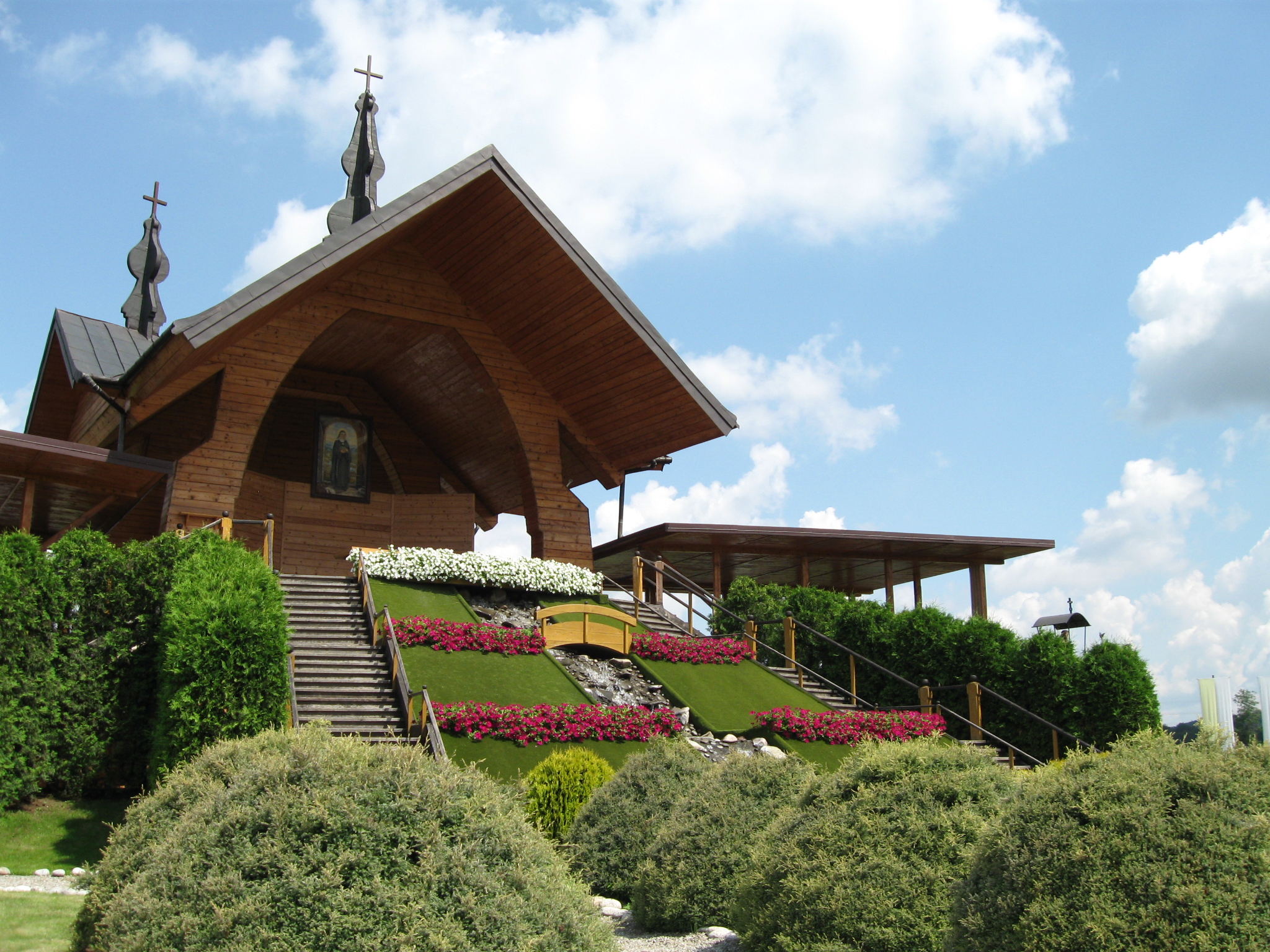
Altarul din Stary Sącz unde Papa Ioan Paul al II-lea a proclamat canonizarea Sfintei Kinga